# Meromyzobia maculipennis
Meromyzobia maculipennis is een vliesvleugelig insect uit de familie Encyrtidae. De wetenschappelijke naam is voor het eerst geldig gepubliceerd in 1893 door Ashmead.